# دردار ثلاثي الأسنان
دردار ثلاثي الأسنان (الاسم العلمي: Ulmus triserrata) هو نوع نباتي يتبع جنس الدردار من فصيلة الدردارية.